# 普格米尔
普格米尔是巴西托坎廷斯州的一个市镇。总面积401.689平方公里，总人口2165人，人口密度5.4人/平方公里。